# Austin Butler
Austin Robert Butler (* 17. srpna 1991, Anaheim, Kalifornie, USA) je americký herec. Svou kariéru započal v televizi, nejprve účinkoval v pořadech na stanicích Disney Channel a Nickelodeon a později v dramatech pro náctileté. Ztvárnil role v seriálech Změna je život (2010–2011), Záměna (2011–2012), The Carrie Diaries (2013–2014) a Letopisy rodu Shannara (2016–2017). V roce 2019 ztvárnil roli vraha Texe Watsona v komediálním dramatu Tenkrát v Hollywoodu režiséra Quentina Tarantina.
Mezinárodní pozornosti a kritickému uznání se mu dostalo stal díky ztvárnění Elvise Presleyho v životopisném dramatu Elvis (2022) režiséra Baze Luhrmanna, za nějž získal Zlatý glóbus a cenu BAFTA za nejlepšího herce a obdržel také nominaci na Oscara ve stejné kategorii. V roce 2023 byl časopisem Time zařazen na seznam 100 nejvlivnějších lidí světa. Dále ztvárnil pilota Gale Clevena ve válečné dramatické minisérii Vládcové nebes (2024) a Feyd-Rauthu ve sci-fi filmu Duna: Část druhá (2024).

## Životopis
Butler se narodil dne 17. srpna 1991 v Anaheimu v Kalifornii rodičům Lori Anne a Davidu Butlerovým, kteří se rozvedli, když mu bylo sedm let. Má starší sestru Ashley (* 1986). Jeho praprarodiče z matčiny strany, Matti Matinpoika Sillanpää a Liisa Jaakontytär Järvelä, byli finští přistěhovalci z provincie Ostrobotnie, kteří se usadili ve Wisconsinu.
Když bylo Butlerovi třináct let, oslovil jej zástupce herecké společnosti, který mu pomohl začít v zábavním průmyslu. Zjistil, že ho to baví a brzy začal chodit na hodiny herectví. Až do sedmé třídy navštěvoval veřejnou školu, než přešel na formu domácího vzdělávání, aby lépe vyhovoval jeho pracovnímu plánu. V domácím vzdělávání pokračoval až do desátého ročníku a později složil státní zkoušku CHSPE.

### Osobní život
Butler rád tvoří a nahrává hudbu. Sám se ve třinácti letech naučil hrát na kytaru a v šestnácti letech na klavír.
Mezi lety 2011 a 2020 byl ve vztahu s herečkou Vanessou Hudgens.

## Kariéra

### 2005–2011: Začátky kariéry v sitcomech
V roce 2005, poté, co pracoval jako komparzista na několika televizních seriálech, získal svou první větší práci, kdy hrál roli Zippyho Brewstera ve dvou řadách seriálu Ned's Declassified School Survival Guide stanice Nickelodeon. Jeho kamarádka Lindsey Shaw ho představila svému manažerovi Patu Cutlerovi, který mu ihned nabídl, že ho bude zastupovat. Od té chvíle začal Butler brát herectví jako kariéru.

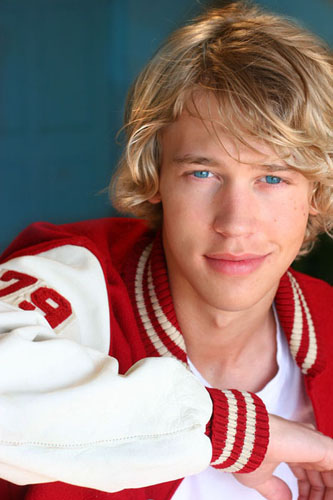
Butler v roce 2008

V květnu 2007 získal hostující roli v seriálu Hannah Montana stanice Disney Channel, kde ztvárnil roli Dereka Hansona, po boku herečky Miley Cyrus a v září téhož roku ztvárnil roli Jakea Krandla v dílu „iLike Jake“ seriálu iCarly.
V únoru 2008 ztvárnil hlavní roli v dalším seriálu stanice Nickelodeon, Zoey 101, kde ztvárnil Jamese Garretta, do kterého byla zamilovaná hlavní postavy Zoey ve čtvrté řadě; předtím ztvárnil roli Danifera v jednom dílu třetí řady. V březnu téhož roku se objevil v sitcomu Out of Jimmy's Head stanice Cartoon Network.
V červenci 2009 ztvárnil hlavní roli v akčním filmu Příšerky z podkroví, kde hrál po boku Ashley Tisdale, Roberta Hoffmana a Cartera Jenkinse. Jeho postava ve filmu spolu s rodinou bojuje o záchranu svého prázdninového domu a světa před mimozemskou invazí. V létě téhož roku se objevil v komediálním seriálu Ruby & The Rocks, stanice ABC Family, po boku Davida Cassidy, Patricka Cassidy a Alexy Vega.
V únoru 2010 získal vedlejší roli Jonese v seriálu Změna je život, později téhož roku ztvárnil hostující role v epizodách sitcomů Kouzelníci z Waverly a Jonas stanice Disney Channel a seriálech Kriminálka Miami a The Defenders. Téhož roku jej Ashley Tisdale, herecká kolegyně z filmu Příšerky z podkroví, pozvala, aby se ucházel o hlavní roli ve filmu Sharpay a její báječné dobrodružství, pokračování série Muzikál ze střední, který sleduje dobrodružství Sharpay Evansové po střední škole, když se snažila prorazit na Broadwayi. Butler ke svému obsazení řekl pro Week In Rewind: „Jednou jsem pracoval s Ashley a pak jsem se o filmu doslechl, protože mi zavolala a řekla: ‚Austine, chci, abys přišel a účastnil se konkurzu – já myslím, že bys byl dokonalý.“ Takže jsem šel a setkal se s režisérem a šlo to opravdu dobře a nakonec jsem ve filmu hrál.“
V roce 2011 ztvárnil vedlejší roli Wilkeho v seriálu Záměna stanice ABC Family, který byl zveřejněn dne 27. června 2011. Téhož roku byl najat do hlavní role Zacka Garveyho v televizním filmu The Bling Ring stanice Lifetime, založeného na stejnojmenné zločinecké skupině, která útočila na domy hollywoodských celebrit. Film byl zveřejněn dne 26. září 2011. V lednu 2012 se objevil v hostující roli v sitcomu Are You There, Chelsea? stanice NBC.

### 2012–2017: Hlavní role v televizi
Ve svých dvaceti letech pokračoval s hraním v televizních seriálech pro dospívající, ale většímu uznání se mu dostalo díky hlavní roli v seriálu The Carrie Diaries a později Letopisy rodu Shannara; jeho kariéra se také rozvinula do nových divadelních a filmových projektů.
V březnu 2012 byl obsazen do seriálu The Carrie Diaries, prequelu Sex ve městě, kde si zahrál roli Sebastiana Kydda, zadumaného srdcaře navštěvujícího stejnou střední školu jako Carrie Bradshaw, kterou ztvárnila AnnaSophia Robbová. Seriál je založen na stejnojmenném románu od Candace Bushnell a sleduje život Bradshaw 80. letech jako dospívající dívky v New Yorku. Seriál byl zrušena po dvou řadách.
V dubnu 2014 bylo oznámeno, že se připojil k obsazení divadelní hry Smrt autora v divadle Geffen Playhouse v Los Angeles. Hrál roli Bradleyho, studenta politologie a matematiky, který se chystá vystudovat bohatou univerzitu. Hra běžela mezi 28. květnem a 29. červnem.
Butler se poté připojil k obsazení seriálu Arrow ve vedlejší roli Chase. Jeho postava byla DJ a láskou postavy Thea Queen, kterou hrála Willa Hollandová. Spolu s Mirandou Cosgroveovou a Tomem Sizemorem si zahrál v thrilleru Narušitelé z roku 2015 a objevil se v hororovém komediálním filmu režiséra Kevina Smithe z roku 2016 Yoga Hosers o dvou 15letých dívkách, které tráví své dny učením jógy, kde účinkoval po boku Johnnyho Deppa, Lily-Rose Depp, Harley Quinn Smith a Haley Joel Osmenta.
V roce 2016 začal hrát Wila Ohmsforda ve fantasy seriálu Letopisy rodu Shannara, televizní adaptaci románu The Elfstones of Shannara spisovatele Terryho Brookse, stanice MTV. Seriál byl po dvou řadách zrušen.

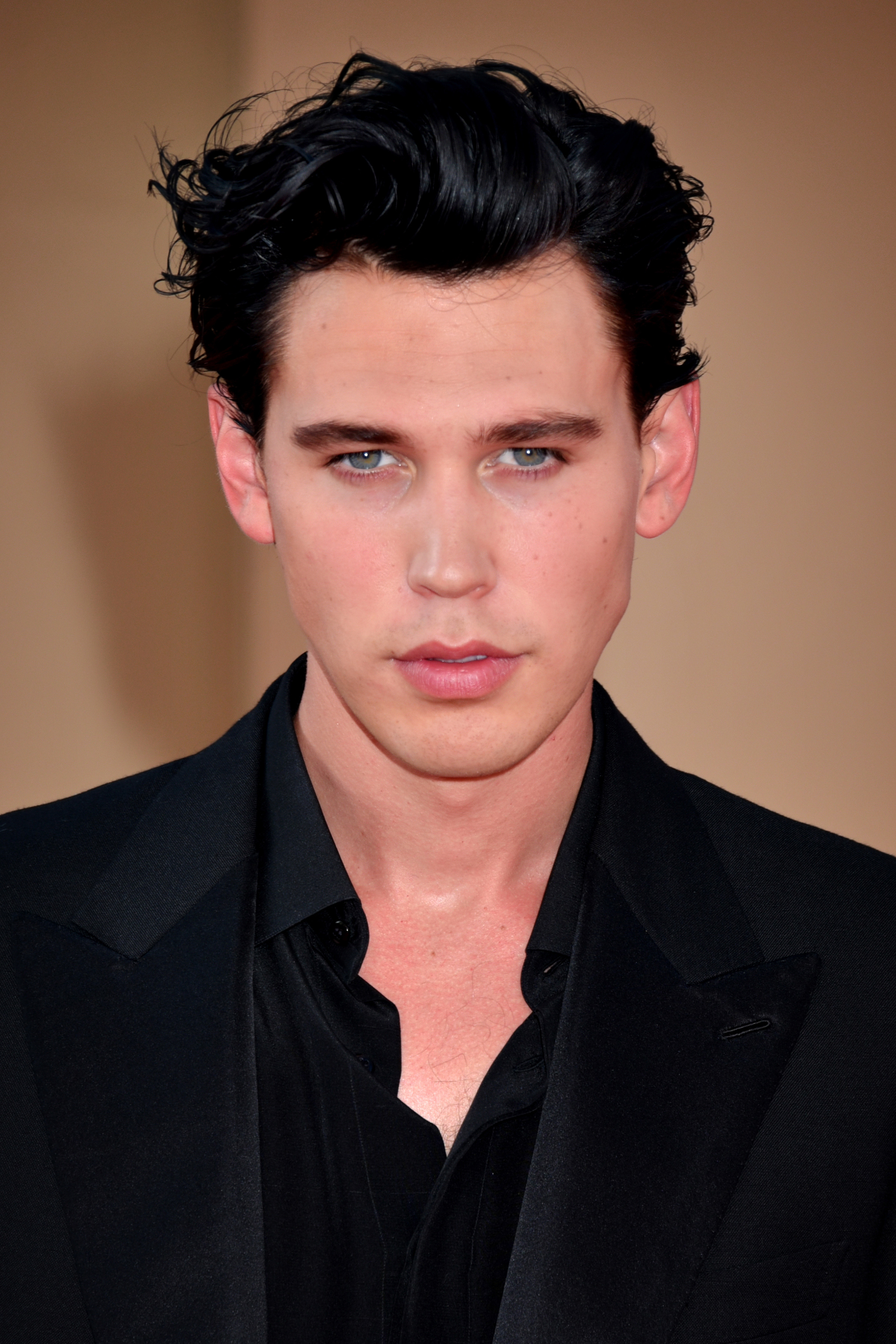
Butler na premiéře filmu Tenkrát v Hollywoodu v roce 2019

### 2018–dosud: Průlom aElvis
Butler zaznamenal svůj debut na Broadwayi v roli Dona Parritta, „ztraceného chlapce“ v divadelní hře The Iceman Cometh, ve kterém hráli Denzel Washington a David Morse. Hra běžela mezi březnem a červencem 2018. Recenze hry od Hiltona Alse v magazínu The New Yorker: „Ačkoli v inscenaci George C. Wolfa fenomenální hry Eugene O'Neilla je mnoho účinkujících. [...] v dramatu The Iceman Cometh, [...] existuje pouze jeden herec a jmenuje se Austin Butler.“
V roce 2019 se objevil ve filmu Tenkrát v Hollywoodu režiséra Quentina Tarantina jako beletrizovaná verze Texe Watsona, člena Mansonovy rodiny. Ačkoli se ve filmu objevil pouze na krátkou dobu, jeho výkon byl popsán jako „intenzivní“ a „dumavý“. Téhož roku byl Butler obsazen do hlavní role Elvise Presleyho v životopisném filmu Elvis režiséra Baze Luhrmanna. Film měl premiéru na filmovém festivalu v Cannes 2022, kde sklidil dvanáctiminutový potlesk ve stoje, nejdelší na daném ročníku festivalu. Butlerův výkon získal uznání kritiků a také chválu od rodiny Presleyových. Zkušenost popsal jako „nejděsivější věc, jakou jsem kdy udělal. Upřímně jsem nespal asi dva roky.“ Za tuto roli získal Zlatý glóbus za nejlepšího herce v dramatu a cenu BAFTA za nejlepšího herce v hlavní roli a obdržel nominaci na Oscara.
Později téhož roku moderoval jednu epizodu komediálního pořadu Saturday Night Live. V červnu 2023 byl přizván, aby se stal členem Akademie filmového umění a věd.
V roce 2024 ztvárnil hlavní roli ve válečné dramatické minisérii Vládcové nebes.

## Filmografie

### Film
| Rok  | Název                                | Role             | Poznámky            |
| ---- | ------------------------------------ | ---------------- | ------------------- |
| 2007 | The Faithful                         | Danny            | krátkometrážní film |
| 2009 | Příšerky z podkroví                  | Jake Pearson     |                     |
| 2011 | Sharpey a její báječné dobrodružství | Peyton Leverett  |                     |
| 2012 | My Uncle Rafael                      | Cody Beck        |                     |
| 2012 | Life Life in in Space Space          | asistent Shnotzy | krátkometrážní film |
| 2015 | Narušitelé                           | Noah Henry       |                     |
| 2016 | Yoga Horses                          | Hunter Calloway  |                     |
| 2018 | Dude                                 | Thomas Daniels   |                     |
| 2019 | Mrtví neumírají                      | Jack             |                     |
| 2019 | Tenkrát v Hollywoodu                 | Tex Watson       |                     |
| 2022 | Elvis                                | Elvis Presley    |                     |
| 2024 | Duna: Část druhá                     | Feyd-Rautha      |                     |
| 2024 | Motorkáři                            | Benny            |                     |

### Televize
| Rok       | Název                                     | Role                    | Poznámky                                           |
| --------- | ----------------------------------------- | ----------------------- | -------------------------------------------------- |
| 2005–2007 | Ned's Declassifield School Survival Guide | Lionel Scranton         | 41 dílů; neuveden v titulcích                      |
| 2005      | Unfabulous                                | Student                 | díl: „The Eye Randy“; neuveden v titulcích         |
| 2006      | Drake a Josh                              | Extra                   | díl: „The Demonator“; neuveden v titulcích         |
| 2006      | Hannah Montana                            | Toby                    | díl: „Oops! I Meddled Again“; neuveden v titulcích |
| 2007      | Zoey 101                                  | Danny                   | díl: „Quarantine“                                  |
| 2007      | Hannah Montana                            | Derek                   | díl: „Přítel mé nejlepší kamarádky“                |
| 2007      | iCarly                                    | Jake Krandle            | díl: „iLike Jake“                                  |
| 2008      | Zoey 101                                  | James Garrett           | Hlavní role (4. řada); 10 dílů                     |
| 2008      | Out of Jimmy's Head                       | Lance                   | díl: „Princess“                                    |
| 2009      | Ruby & The Rockits                        | Jordan Gallagher        | hlavní role; 10 dílů                               |
| 2009      | Zeke a Luther                             | Rutger Murdock          | díl: „Adventure Boy“                               |
| 2010–2011 | Změna je život                            | Jones Mager             | vedlejší role; 10 dílů                             |
| 2010      | Kouzelníci z Waverly                      | George                  | díl: „Pozitivní Alex“                              |
| 2010      | Jonas L.A.                                | Stone Stevens           | 2 díly                                             |
| 2010      | Kriminálka Miami                          | Josh Chapman            | díl: „Happy Birthday“                              |
| 2010      | Obhájci                                   | Cody Dennis             | díl: „Nevada vs. Dennis“                           |
| 2011      | Kriminálka New York                       | Benjamin Gold           | díl: „Do or Die“                                   |
| 2011      | Hollywoodské straky                       | Zack Garvey             | TV film                                            |
| 2011–2012 | Záměna                                    | James „Wilke“ Wilkerson | vedlejší role; 14 dílů                             |
| 2012      | Are You There, Chelsea?                   | Luke                    | díl: „Věřit“                                       |
| 2013–2014 | The Carrie Diaries                        | Sebastian Kydd          | hlavní role; 26 dílů                               |
| 2014–2015 | Arrow                                     | Chase                   | vedlejší role; 3 díly                              |
| 2016–2017 | Letopisy rodu Shannara                    | Will Ohmsford           | hlavní role; 20 dílů                               |
| 2022      | Saturday Night Live                       | sám sebe                | díl: „Austin Butler/Lizzo“                         |
| 2024      | Vládcové nebes                            | Gale Cleven             | hlavní role; minisérie                             |